# Puffing Billy Railway
Puffing Billy Railway — туристическая железная дорога в южных предгорьях Данденонг вблизи Мельбурна.

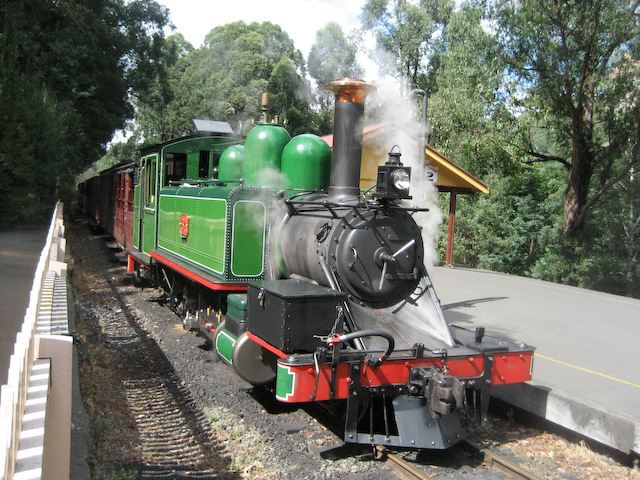
Паровоз с поездом на дековилевской колее дороги Puffing Billy Railway, станция Lakeside

Эта дорога стала первой музейной железнодорожной линией за пределами Великобритании. Более чем полувековая история сохранения и поддержания в рабочем состоянии старинной техники и самой железной дороги и расположение её вблизи Мельбурна сделало дорогу одной из известнейших исторических железных дорог мира.
Протяжённость дороги 25 км 100 метров, на дороге имеется 11 станций и остановочных пунктов. Центром дороги является станция Белгрейв (англ. Belgrave). Здесь расположены офис, билетная касса, здесь же можно перекусить, купить сувениры. Билеты на поезд также можно приобретать прямо в вагоне у проводников. Другие станции: Menzies Creek, Emerald, Lakeside, Cockatoo, Gembrook.
На станции Белгрейв расположены паровозное депо, техническая база для обслуживания путевого хозяйства дороги.
Поезда по дороге ходят ежедневно, по нескольким ниткам расписания (от трёх до шести). Отправившись со станции Белгрейв они следуют до станции Lakeside или же до конечной Gembrook и затем возвращаются обратно. Путешествия проходят в старинных вагонах и в голове поезда всегда паровой локомотив эпохи вековой давности. Пассажиры зачастую едут высунувшись в открытые окна вагонов.
Существует ещё и Dinner Train который курсирует по вечерам пятницы или субботы, он отправляется со станции Белгрейв и следует до Nobelius Siding где пассажиры высаживаются и ужинают в помещении бывшего пакгауза. После ужина пассажиры усаживаются в поезд и на обратной дороге в Белгреев им подаются напитки.

## История
Дорога была открыта в 1900 году. В 1953 году на один из участков дороги сошёл оползень и в связи с этим она была закрыта. В 1955 году сформировалось общество сохранения Puffing Billy (Puffing Billy Preservation Society). Дорогу ещё контролировала компания VR принадлежавшая штату Виктория. Члены общества совместно с VR договорились о том, что общество будет погашать убытки VR от эксплуатации линии и запустили курсирование поездов по выходным дням. Из своих рядов они выделили волонтёров для сбора средств и проверки билетов. Так удалось эксплуатировать дорогу до 1958 года. В 1962 году дорога вновь была открыта, но движение было возможно только между Белгрейв и Menzies Creek.